# Millerellinae
Millerellinae es una subfamilia de foraminíferos bentónicos cuyos géneros se han incluido tradicionalmente en las familias Ozawainellidae y/o Loeblichiidae, de la superfamilia Fusulinoidea, del suborden Fusulinina y del orden Fusulinida. Su rango cronoestratigráfico abarca desde el Serpukhoviense (Carbonífero inferior) hasta el Kasimoviense (Carbonífero superior).

## Discusión
Clasificaciones más recientes incluyen Millerellinae en la superfamilia Ozawainelloidea, y en la subclase Fusulinana de la clase Fusulinata.

## Clasificación
Millerellinae incluye a los siguientes géneros:
- Millerella †, anteriormente en la subfamilia Ozawainellinae
- Novella †, anteriormente en la subfamilia Loeblichiinae de la familia Loeblichiidae
- Plectomillerella †, anteriormente en la Subfamilia Pseudostaffellinae
- Pseudoacutella †
- Pseudonovella †, anteriormente en la subfamilia Ozawainellinae
- Rectomillerella †, anteriormente en la subfamilia Ozawainellinae
- Seminovella †, anteriormente en la subfamilia Loeblichiinae de la familia Loeblichiidae
- Zellerinella †, anteriormente en la subfamilia Endothyrinae de la familia Endothyridae

Otro género considerado en Millerellinae es:
- Zellerina †, propuesto como nombre sustituto de Zellerinella